# Leona Lewis
Leona Louise Lewis, född 3 april 1985 i Islington i London, är en brittisk sångerska och låtskrivare. Lewis blev den första kvinnliga vinnaren av The X Factor år 2006. I och med segern fick hon ge ut debutsingeln "A Moment Like This" (en cover på Kelly Clarksons första hit, skriven av Jörgen Elofsson). 

## Biografi
Under 2007 jobbade Lewis på med sitt debutalbum, som i början av hösten samma år till slut släpptes. Hennes andra singel "Bleeding Love", som släpptes strax före debutalbumet Spirit, var 2007 en hit i England.
Lewis medverkar på singeln "Just Stand Up!" som spelades in av en rad kända artister under namnet Artists Stand Up to Cancer; singeln utgavs den 21 augusti 2008.
Vid MTV Europe Music Awards 2008 utsågs Leona Lewis till "Best UK Act".
I slutet av 2009 sjöng Leona soundtracket "I See You" till filmen Avatar. En efterföljande musikvideo, som regisserats av Jake Nava, hade premiär den 15 december 2009 på Myspace.
2018 Medverkade Leona Lewis på den svenske house/dj-artisten Jonathan Hellbergs låt "Headlights".
"Headlights" har över 1,000,000 Spelningar på Spotify, och 484,000 Visningar på YouTube.

## Diskografi

### Studioalbum
- 2007 – Spirit
- 2008 – Spirit Deluxe Edition
- 2009 – Echo
- 2011 – Glassheart
- 2013 – Christmas, With Love
- 2015 – I Am

### Singlar
- 2006 – "A Moment Like This" (Släpptes 17 december 2006)
- 2006 – "It's All For You" (18 december 2006; inofficiell singel, endast download)
- 2007 – "Bleeding Love" (Släpptes 6 augusti 2007)
- 2008 – "Better In Time"/"Footprints In The Sand" (Släpptes 9 mars 2008; dubbel A-sida)
- 2008 – "Forgive Me" (Släpptes 3 november 2008)
- 2008 – "Run" (Släpptes 30 november 2008)
- 2009 – "I Will Be" (Släpptes 6 januari 2009)
- 2009 – "Happy" (Släpptes 15 september 2009)
- 2010 – "I Got You" (Släpptes 21 februari 2010)
- 2011 – "Collide" (Släpptes 15 juli 2011)
- 2012 – "Trouble"
- 2012 – "Lovebird" 	(Släpptes 16 november 2012)
- 2013 – "One More Sleep" (Släpptes 5 november 2013)
- 2015 – "Fire Under My Feet" (Släpptes 7 juni 2015)
- 2015 – "I Am" (Släpptes 17 juli 2015)
- 2015 – "Thunder"
- 2016 – "(We All Are) Looking for Home" (Släpptes 17 juni 2016)
- 2018 – "You Are The Reason"